# Glanzenberg

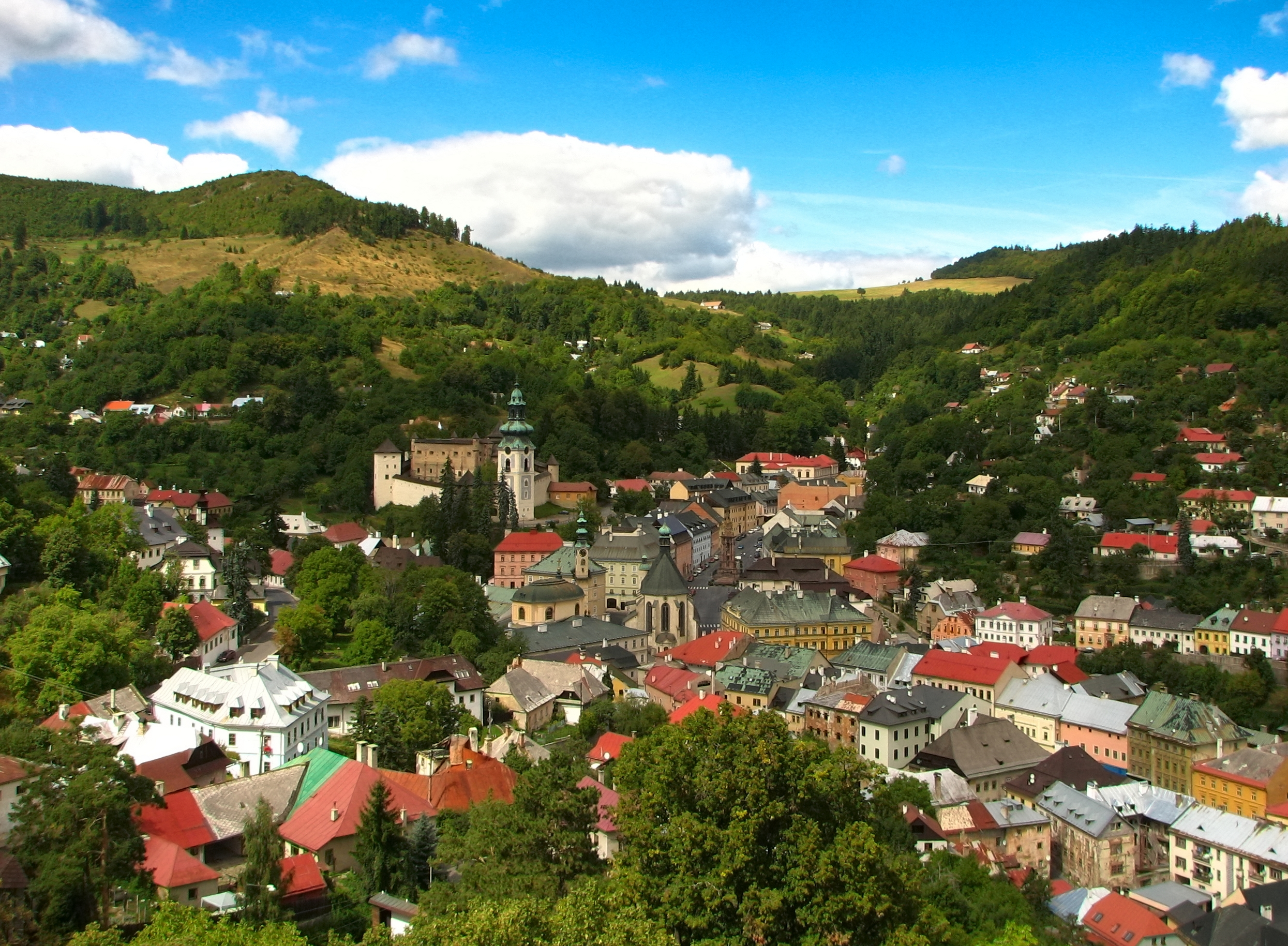
Bańska Szczawnica, w głębi z lewej Paradajs (właśc. Malý Paradajs), z prawej Glanzenberg

Glanzenberg (słow. Ligotavá hora, 793 m n.p.m.) szczyt w Górach Szczawnickich w środkowej Słowacji. Pierwszy, najstarszy ośrodek wydobycia i przeróbki rud cennych kruszców w rejonie Bańskiej Szczawnicy.

## Położenie
Wznosi się w centralnej części Gór Szczawnickich, tuż na północ od obecnego centrum miasta Bańskiej Szczawnicy. Ma formę krótkiego ramienia, odchodzącego od masywu góry Šobov (888 m n.p.m.) nieco na wschód od przełęczy Červená studňa w głównym grzbiecie tych gór. Poza swym początkiem od strony Šobova ramię to, wyciągnięte w kierunku południowo-wschodnim, opada we wszystkich pozostałych kierunkach stromymi stokami, wysokimi na 100–160 m. Jego wierzchowina również opada łagodnie w kierunku południowo-wschodnim.

## Historia
Nazwa góry (w tłumaczeniu na język polski: Lśniąca Góra, Błyszcząca Góra) poszła zapewne stąd, że to na jej zboczach najdawniejsi poszukiwacze cennych kruszców dostrzegli w wychodniach bogatej żyły Špitaler okruchy minerałów, błyszczących w promieniach słońca. Od eksploatacji tych wychodni rozpoczęła się górnicza historia wzgórza i całego regionu. Prawdopodobnie początki wydobycia sięgają kulturowej dominacji Celtów w tej części Europy, a więc w III-II w. p.n.e. Pozostałościami po tej działalności są widoczne do dziś wykute w skale jaskinie, kominy, okna itp. W rejonie tym, określanym jako Bana (baňa - kopalnia), zapewne już w XI w. miał miejsce początek osadnictwa. Na szczytowym spłaszczeniu góry pod koniec XII w. powstał gródek, będący zalążkiem bańskoszczawnickiego starego miasta (słow. Staré mesto), funkcjonującego tu do połowy XV w. Do czasu złamania potęgi tureckiej pod Wiedniem w 1683 r. góra, otoczona potrójnym pierścieniem wałów, pełniła ważną rolę w systemie obronnym miasta.
Na południowo-wschodnich stokach wzgórza zachowały się w wielu miejscach ślady powierzchniowego wydobycia rud, a u ich podnóży (powyżej przebiegu Úvoznéj ulicy) można zidentyfikować hałdy skały płonnej. Dawne sztolnie i szyby wydobywcze w masywie Glanzenbergu były odwadniane przez istniejącą do dziś sztolnię dziedziczną Glanzenberg (słow. Glanzenberg štôlňa) z XIII w. - jeden z najstarszych znanych dziś tego typu obiektów w tej części Europy.

## Turystyka
Glanzenberg ze śladami dawnego górnictwa i pozostałościami średniowiecznego grodu jest dostępny specjalnie wytyczoną ścieżką dydaktyczną pn. „Náučný chodník Glanzenberg”, która zaczyna się w centrum starego miasta, na Placu Świętej Trójcy (słow. Námestie Svätej trojice), wspina się na Glanzenberg, przechodzi wzdłuż odkrywek archeologicznych na jego grzbiecie i doprowadza do ulicy Šobov.